# Private Heaven
『Private Heaven』（プライベート・ヘヴン）は、声優・榎本温子の3枚目のオリジナルアルバム。2004年3月10日にpurple hills recordから発売された。

## 概要
前作『A HOUSE OF LOVE』同様、シングルからの楽曲が含まれていないノンタイアップアルバムとなっている。

## 収録曲
1. Eternal place [4:06]
作詞：O.Jimi、作曲：JOEY CARBONE・JEFF CARRUTHERS
2. moon [4:31]
作詞：O.Jimi、作曲：JOEY CARBONE・JEFF CARRUTHERS
3. Starting Line [4:13]
作詞：森由里子、作曲：JOEY CARBONE・JEFF CARRUTHERS
4. My Precious [4:43]
作詞：O.Jimi、作曲：TAK
5. infinity [4:31]
作詞：森由里子、作曲：JOEY CARBONE・LISA HUANG
6. STRENGTH [5:07]
作詞：O.Jimi、作曲：TAK
7. over [4:33]
作詞・作曲：JOEY CARBONE・DENNIS BELFIELD
8. No! [4:17]
作詞：森由里子、作曲：JOEY CARBONE・JEFF CARRUTHERS
9. as sunrise [4:46]
作詞：森由里子、作曲：JOEY CARBONE・LISA HUANG
10. Believe [4:52]
作詞：O.Jimi、作曲：JOEY CARBONE・JEFF CARRUTHERS